# Ангиостатин

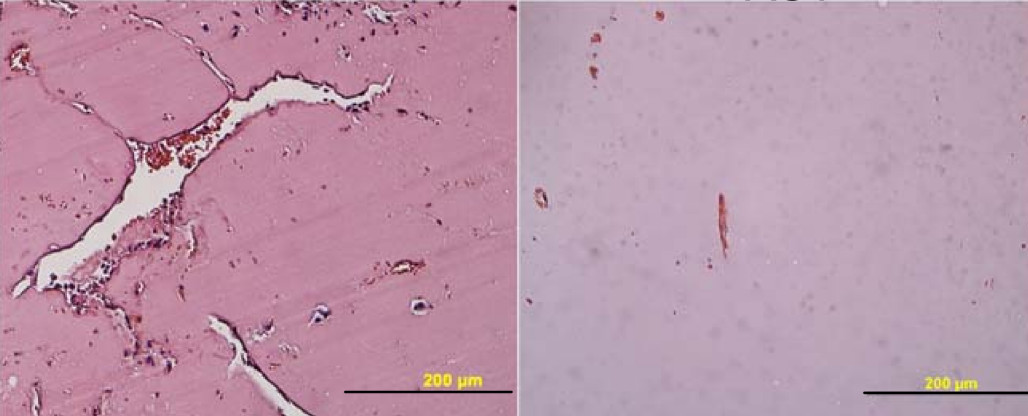
Ангиогенное влияние супернатанта саркомы Капоши на культуру клеток в матригеле (слева) значительно замедляется добавлением ангиостатина (справа). Фрагмент иллюстрации из работы Albini et al., 2009

Ангиостатин — белок, ингибирующий ангиогенез (образование и рост кровеносных сосудов). Образуется при расщеплении белка плазмина, который в свою очередь образуется из неактивного профермента плазминогена, кодируемого у человека геном PLG. 
Ангиостатин был впервые выделен в 1994 году.